# Костюк, Владимир Андреевич
Костюк Влади́мир Андре́евич (род. 11 марта 1952 года, Минск) — доктор биологических и химических наук, заведующий научно-исследовательской лабораторией физиологии кафедры физиологии человека и животных БГУ.

## Биография
Окончил в 1974 г. Белорусский государственный университет, специализировался на кафедре физиологии человека и животных.
В 1976 г. был зачислен в штат биологического факультета БГУ. Работал младшим (1976—1981), старшим (1981—1989) и ведущим научным сотрудником (1989—1992).
В 1981 г. присвоена учёная степень кандидата биологических наук.
Доктор химических наук по специальности «биохимия», защитил в 1994 г. диссертацию «Механизмы действия природных и синтетических многоатомных фенолов и хинонов при инициировании свободнорадикальных процессов в биологических системах» в Институте химической физики РАН.
В 1988 г. присвоено звание старшего научного сотрудника по специальности «биохимия».
С 1992 г. и по настоящее время заведующий НИЛ кафедры физиологии человека и животных.
В 1993 г. В. А. Костюк возглавил коллектив НИЛ биоэнергетики (в настоящее время НИЛ проблем терморегуляции).
Докторскую диссертацию, посвящённую изучению механизмов действия природных и синтетических многоатомных фенолов и хинонов при инициировании свободнорадикальных процессов в биологических системах, защитил в 1994 г. в Институте химической физики РАН по специальности «Биохимия».

## Научная деятельность
В. А. Костюк — специалист в области биологического окисления и свободнорадикальной биологии.
Основное направление научных исследований — выяснение роли биорадикалов и антиоксидантов в процессах жизнедеятельности в норме и при предпатологиях.
Под его руководством выполнен ряд фундаментальных исследований в области молекулярной токсикологии асбеста и галогензамещённых углеводородов, биохимии и молекулярной фармакологии природных и синтетических полифенолов и хинонов. Установлен факт и раскрыт механизм активирующего влияния ионов металлов на биологическую активность биофлавоноидов.
В. А. Костюк разработал 3 лекционных курса для студентов биологического и химического факультетов: «Молекулярные основы биосигнализации», «Основы клеточной физиологии», «Основы биологии и физиологии человека», подготовил 3 кандидата наук. Опубликовал одну монографию и более 200 научных работ, включая 132 статьи, 37 из которых в ведущих международных англоязычных журналах. Цитируемость опубликованных работ более 1500, индекс Хирша равен 19 (Scopus). Костюк В. А. — автор 5 изобретений, награждён знаком «Изобретатель СССР». Разработанные им методы исследования свободнорадикальных процессов в биологических объектах получили широкую известность и используются во многих научных лабораториях Беларуси, Украины, Польши, России, Индии, США и других стран. В. А. Костюк поддерживает многочисленные научные контакты, проводит совместные исследования и имеет общие публикации с известными учёными из России, Чехии, Германии, Канады, Италии, Японии, являлся стипендиатом германского общества по академическим контактам (DAAD), в качестве приглашённого учёного работал в научных центрах Японии, Канады и Италии. Научная биография В. А. Костюка включена в ряд изданий Международного Биографического Центра (Кембридж, Англия) и биографического справочника «Кто есть Кто в Науке и технике» (США). Костюк В. А. принимал участие в работе более чем 50 научных конференций, в том числе международных конференций: в России (1994, 1998, 1999, 2002), Японии (1991, 1997), Чехии (2000, 2004), Китае (2001), Греции (2003), Польше (2004), Канады (2005), Франции (2005) Португалии (2007), Италии (2007), Люксембурге (2008), Великобритании (2009), Норвегии (2010), Испании (2011).

## Основные публикации
- Биорадикалы и биоантиоксиданты. В. А. Костюк, А. И. Потапович. — Мн.: БГУ, 2004. — 174 с.
- Kostyuk V, Potapovich A, Albuhaydar AR, Mayer W, De Luca C, Korkina L. Substances for Prevention of Skin Photoaging: Screening Systems in the Development of Sunscreen and Rejuvenation Cosmetics. Rejuvenation Res. 2017 Aug 28. doi:10.1089/rej.2017.1931. PMID 28661208.
- Potapovich A. I., Kostyuk V. A., Kostyuk T. V., de Luca C, Korkina L. G. Effects of pre- and post-treatment with plant polyphenols on human keratinocyte responses to solar UV. Inflamm Res. 2013 Aug;62(8):773-80. PMID 23689555.
- V. A. Kostyuk, A. I. Potapovich, D. Lulli, A. Stancato, C. De Luca, S. Pastore, L. Korkina Modulation of Human Keratinocyte Responses to Solar UV by Plant Polyphenols as a Basis for Chemoprevention of Non-Melanoma Skin Cancers. Curr Med Chem. 2013;20(7):869-79. PMID 23210792.
- Georgiev M., Pastore S., Lulli D., Alipieva K., Kostyuk V., Potapovich A., Panetta M., Korkina L. Verbascum xanthophoeniceum-derived phenylethanoid glycosides are potent inhibitors of inflammatory chemokines in dormant and interferon-gamma-stimulated human keratinocytes. J Ethnopharmacol. 2012 Dec 18; 144(3):754-60. PMID 23117092.
- Lulli Daniela, Potapovich Alla, Riccardo Maurelli, Dellambra Elena, Pressi Giovanna, Kostyuk Vladimir, Dal Toso Roberto, De Luca Chiara, Pastore Saveria, Korkina Liudmila Anti-Inflammatory Effects of Concentrated Ethanol Extracts of Edelweiss (Leontopodium alpinum Cass.) Callus Cultures towards Human Keratinocytes and Endothelial Cells. Mediators Inflamm. 2012; 2012:498373. doi:10.1155/2012/498373. Epub 2012 Oct 10. PMID 23093820.
- Kostyuk V., Potapovich A., Stancato A., De Luca C., Lulli D., Pastore S., Korkina L. Photo-Oxidation Products of Skin Surface Squalene Mediate Metabolic and Inflammatory Responses to Solar UV in Human Keratinocytes. PLoS One. 2012;7(8): e44472. Epub 2012 Aug 30 PMID 22952984.
- Korkina L., Kostyuk V. Biotechnologically Produced Secondary Plant Metabolites for Cancer Treatment and Prevention. Curr Pharm Biotechnol. 2012 Jan 1;13(1):265-75. PMID 21466424.
- Pastore S., Lulli D., Pascarella A., Maurelli R., Dellambra E., Potapovich A., Kostyuk V., De Luca C., Korkina L. Resveratrol Enhances Solar UV-induced Responses in Normal Human Epidermal Keratinocytes. Photochem Photobiol. 2012 Jul 4. doi:10.1111/j.1751-1097.2012.01195.x.
- Pastore S., Potapovich A., Lulli D., Fidanza P., Kostyuk V., De Luca C., Mikhal’chik E., Korkina L. Plant Polyphenols Regulate Chemokine Expression and Tissue Repair in Human Keratinocytes Through Interaction with Cytoplasmic and Nuclear Components of Epidermal Growth Factor Receptor (EGFR) System. Antioxid Redox Signal. 2012 Feb 15;16(4):314-28. PMID 21967610.
- Kostyuk V. A., Potapovich A. I., Suhan T. O., De Luca C., Korkina L. G. Antioxidant and signal modulation properties of plant polyphenols in controlling vascular inflammation. Eur. J. Pharmacol. 2011, 11;658(2-3):248-56. PMID 21371465.
- Potapovich A. I., Lulli D., Fidanza P., Kostyuk V. A., De Luca C., Pastore S., Korkina L. G. Plant polyphenols differentially modulate inflammatory responses of human keratinocytes by interfering with activation of transcription factors NFκB and AhR and EGFR-ERK pathway. Toxicol Appl Pharmacol. 2011, 255(2):138-49. PMID 21756928.
- Korkina L., Kostyuk V., De Luca C., Pastore S. Plant Phenylpropanoids as Emerging Anti-Inflammatory Agents. Mini Rev Med Chem. 2011, 11: 823—835. PMID 21762105.
- Pastore S., Mariani V., Lulli D., Potapovich A. I., Fidanza P., Kostyuk V. A., Dellambra E., de Luca C, Maurelli R., Korkina L. G. Differential modulation of stress-inflammation responses by plant polyphenols in cultured normal human keratinocytes and immortalized HaCaT cells. J Dermatol Sci. 2011 63(2):104-14. PMID 21620684.
- Pastore S., Mariani V., Lulli D., Gubinelli E., Raskovic D., Mariani S., Stancato A., de Luca C., Pecorelli A., Valacchi G., Potapovich A. I., Kostyuk V. A., Korkina L. G. Glutathione peroxidase activity in the blood cells of psoriatic patients correlates with their responsiveness to Efalizumab. Free Radic Res. 2011;45(5):585-99 PMID 21323509.
- Kostyuk V., Potapovich A., De Luca C. The promise of plant polyphenols as the golden standard skin anti-inflammatory agents. Curr Drug Metab. 2010 Jun 1;11(5):414-24. PMID 20540696.
- Kostyuk V. A., Potapovich A. I., Cesareo E., Brescia S., Guerra L., Valacchi G., Pecorelli A., Deeva I. B., Raskovic D., De Luca C., Pastore S., Korkina L. G. Dysfunction of glutathione s-transferase leads to excess 4-hydroxy-2-nonenal and H2O2 and impaired cytokine pattern in cultured keratinocytes and blood of vitiligo patients. Antioxid Redox Signal. 2010 Sep 1;13(5):607-20. PMID 20070240.
- Potapovich AI, Pastore S, Kostyuk VA, Lulli D, Mariani V, De Luca C, Dudich EI, Korkina LG. alpha-Fetoprotein as a modulator of the pro-inflammatory response of human keratinocytes. Br J Pharmacol. 2009 Nov; 158(5):1236-47. Epub 2009 Sep 28. PMID 19785658.
- Korkina L. G., De Luca C., Kostyuk V. A., Pastore S. Plant polyphenols and tumors: from mechanisms to therapies, prevention, and protection against toxicity of anti-cancer treatments. Curr Med Chem. 2009;16(30):3943-65. PMID 19747130.
- Potapovich A. I., Kostyuk T. V., Shman T. V., Ermilova T. I., Shutava T. G., Kostyuk V. A. DNA Repair Activation and Cell Death Suppression by Plant Polyphenols in Keratinocytes Exposed to Ultraviolet Irradiation. Rejuvenation Research 2023. 26 (1); 1-8. PMID 36262038 DOI: 10.1089/rej.2022.0031
- Potapovich A. I., Kostyuk T. V., Ishutina O. V., Shutava T. G., Kostyuk V. A. Effects of native and particulate polyphenols on DNA damage and cell viability after UV-C exposure. Naunyn-Schmiedeberg’s Archives of Pharmacology, 2023;1-7. PMID 36864349 DOI: 10.1007/s00210-023-02443-3